# Bo Persson (Tontechniker)
Bo Persson (auch Bosse Persson; geboren am 26. Juni 1949) ist ein schwedischer Tontechniker. Er hat seit circa 1978 an mehr als 80 Film- und Fernsehproduktionen mitgewirkt, vor allem im Tonbereich. 

## Preise und Auszeichnungen
2003 wurde er für den Guldbagge in der Kategorie Bästa prestation für Kommer du med mig då nominiert.
2009 und 2010 gewann er gemeinsam mit seinem Team einen der British Academy Television Craft Awards im Bereich Ton für die BBC-Produktion von Wallander.
Gemeinsam mit David Parker, Michael Semanick und Ren Klyce war er 2012 in der Kategorie Bester Ton für die amerikanische Verfilmung von Stieg Larssons Roman Verblendung nominiert.

## Filmografie (Auswahl)
- 1982: Abschied (Avskede)
- 1982: Fanny und Alexander (Fanny och Alexander)
- 1984: Nach der Probe (Efter repetitionen)
- 1986: Opfer (Offret)
- 1990: Guten Abend, Herr Wallenberg (God afton, Herr Wallenberg)
- 1992: Die Sonntagskinder (Söndagsbarn)
- 1996: Jetzt oder nie! (Sånt är livet)
- 1996: Meisterdetektiv Kalle Blomquist lebt gefährlich (Kalle Blomkvist - Mästerdetektiven lever farligt)
- 1998: Der letzte Mord (Sista kontraktet)
- 1998: Das Glück kommt morgen (Under solen)
- 2000: Eine Hexe in unserer Familie (En Häxa i familjen)
- 2000: Die Treulosen (Trolösa)
- 2001: Deadline – Terror in Stockholm (Sprängaren)
- 2002: Der Kerl vom Land (Grabben i graven bredvid)
- 2002: Suxxess
- 2002: Hundtricket – The Movie
- 2004: Der Ketchup-Effekt (Hip Hip Hora!)
- 2004: Wie im Himmel (Så som i himmelen)
- 2006: Små mirakel och stora
- 2006–2007: Kommissar Beck (Fernsehserie, fünf Episoden)
- 2007: Arn – Der Kreuzritter (Arn – Tempelriddaren)
- 2008–2010: Kommissar Wallander (Fernsehserie, drei Episoden)
- 2009: Das Mädchen (Flickan)
- 2011: Verblendung (The Girl with the Dragon Tattoo)
- 2012: Snabba Cash II
- 2012: Der Hypnotiseur (Hypnotisören)